# Giuseppe Ungaretti
Giuseppe Ungaretti est un poète italien, né le 8 février 1888 à Alexandrie (Égypte), mort le 2 juin 1970 à Milan.

## Biographie

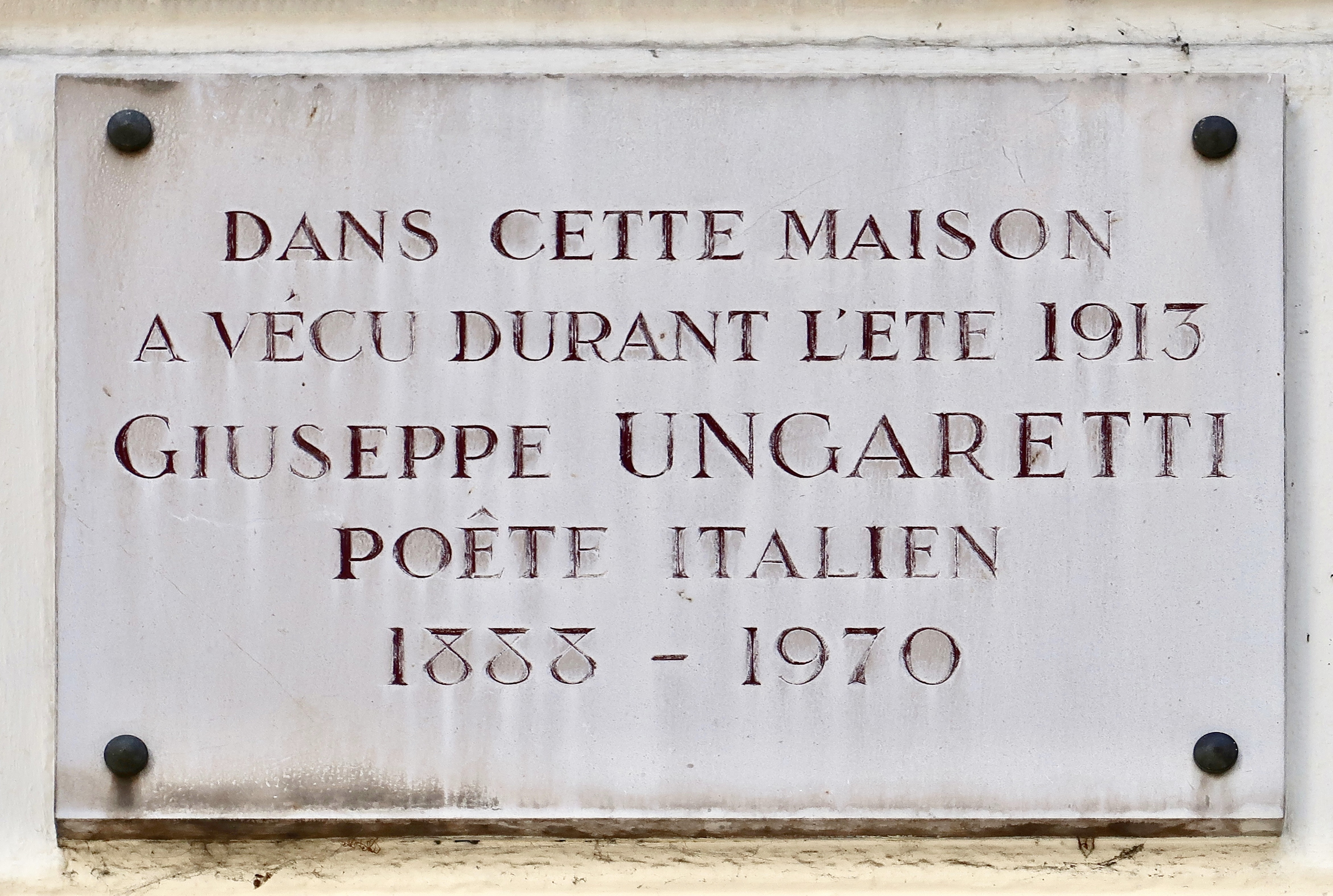
Plaque 5 rue des Carmes, près de la Sorbonne, où il vécut.

De parents italiens, il naquit à Alexandrie où sa famille avait émigré, le père travaillant à la construction du canal de Suez (il mourra à la suite d'un accident du travail). Sa mère ouvrit une boulangerie pour subvenir aux besoins de sa famille qu'elle éduqua dans la religion catholique. Il étudia pendant deux ans à la Sorbonne à Paris et collabora avec Giovanni Papini et Ardengo Soffici à la revue Lacerba. En 1914 il revint en Italie, et au début de la Première Guerre mondiale s'engagea volontaire pour partager le destin de ses contemporains. Il combattit au Carso dans la province de Trieste, puis en France. En 1916 il publia en italien le recueil de poésie Il porto sepolto où se reflète son expérience de la guerre, qui lui avait fait côtoyer la couche la plus pauvre de l'humanité, celle de la douleur quotidienne ; en 1919 il publia un deuxième recueil intitulé Allegria di naufragi où apparaît une nouvelle poésie, dégagée de la rhétorique et du baroque de Gabriele D'Annunzio. En 1933 parut Sentimento del tempo.
En 1921, une année après son mariage, Ungaretti retourna en Italie et s'établit à Rome comme fonctionnaire au ministère des Affaires étrangères. Ungaretti rejoint le Parti national fasciste, signant le Manifesto pro-fasciste des écrivains italiens de 1925.
En 1925, il est l'un des signataires du Manifeste des intellectuels fascistes, rédigé par Giovanni Gentile et publié dans les principaux journaux de l'époque, qui exalte le fascisme comme un mouvement révolutionnaire projeté vers le progrès. Le 8 août 1926, dans la villa de Luigi Pirandello près de Sant'Agnese, il provoque en duel Massimo Bontempelli à propos d'une controverse née dans le journal romain Il Tevere : Ungaretti est légèrement blessé au bras droit et le duel se termine par une réconciliation.
En 1936, lors d'un voyage en Argentine à l'invitation du Pen Club, il se voit offrir le poste de professeur de littérature italienne à l'université de São Paulo au Brésil, ce qu'Ungaretti accepte ; il s'installe alors avec toute sa famille au Brésil, où il reste jusqu'en 1942.
En 1942, Ungaretti retourna dans l'Italie où il fut reçu avec honneur par les autorités et fut nommé la même année professeur de littérature moderne à l'université de Rome.
À la fin de la guerre, après la défaite de Mussolini, Ungaretti fut expulsé de l'université à cause de ses engagements fascistes, mais il fut réinstallé après un vote de ses collègues en faveur de sa réintégration et il conserva son poste jusqu'en 1958. Comme le fait remarquer Carlo Ossola, Ungaretti ne fut pas un intellectuel constituant du fascisme. Avant cela, entre 1936 et 1942, il avait été professeur d'italien à l'université de São Paulo (Brésil) ; c'est à cette période qu'il eut la douleur de perdre son fils, alors âgé de neuf ans.
Entre 1942 et 1961 il publia une suite de poésies intitulée Vita Di Un Uomo, qui l'assura aux côtés d'Eugenio Montale et de Salvatore Quasimodo comme l'un des fondateurs et membre éminent de ce qu'on nomme parfois (à tort, sans doute, pour Montale) l'« école hermétique italienne ».
Après-guerre, il collabora assidûment à des revues et travailla dans un ministère comme professeur de langues.
L'évolution artistique d'Ungaretti suit un itinéraire qui va du paysage à l'humanité, à la révélation religieuse, à l'impact du contact avec la puissance de la nature brésilienne, à la douleur de la mort de son fils et à son retour à Rome en début de Seconde Guerre mondiale. Ces deux derniers événements sont à l'origine de son livre Il Dolore, publié en 1947. À travers le désespoir, le poète découvre la responsabilité humaine et la fragilité de ses ambitions. Ungaretti, au milieu du pessimisme avec lequel il considère le tragique de la condition humaine, décèle cependant, pour l'humanité, un message d'espoir.
Les vingt-cinq dernières années de sa vie représentent un examen critique du passé et laissent transparaître une grande soif de renouveau. Il mourut à Milan le 2 juin 1970, à 82 ans.

## Poésie

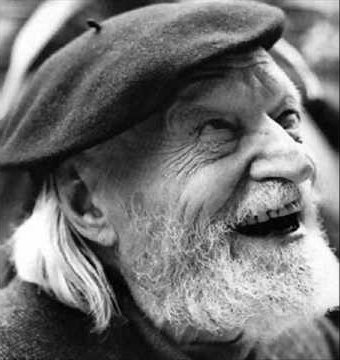
Ungaretti avec son célèbre béret.

Dans Allegria di Naufragi (l'Allégresse des naufrages) sont évidentes les influences françaises et certains échos crépusculaires et futuristes. Avant d'être démobilisé, il avait du reste publié La Guerre. Une poésie, en français,. La valeur essentielle de la poésie d'Ungaretti ne doit pas être uniquement recherchée dans son développement d'une nouvelle métrique et d'une syntaxe différente, mais aussi dans la recherche d'une nouvelle valeur pour le mot, qu'il réduit à ses éléments essentiels. Le poète détruit le vers, crée de nouveaux rythmes, vise à l'essence du mot. Ungaretti investit par conséquent la tendance des mouvements poétiques de son temps : langage composé des crépusculaires, et abdication stylistique des futuristes.
Le poète tend au mot nu, collé à la réalité, avec un style libéré des incrustations littéraires et ironiques des crépusculaires et de la sémantique approximative des futuristes. Bien qu'il rejette des premiers l'ambiguïté du mot, il est attiré par leur conception de la syntaxe. Il écarte le manque de style des futuristes, mais garde d'eux la pureté du mot, ainsi qu'une certaine disposition graphique des vers. La nouveauté d'Ungaretti est fondamentalement située dans la récupération du sens, y compris par d'infinies variantes, qui inscrivent sa recherche dans une insatisfaction propre au « siècle bref » et anticipent bien souvent la poétique d'un Quasimodo.
Mais bien que, dans Allégresse des naufrages, le rythme et la métrique ne s'adaptent pas aux schémas traditionnels, en 1929 déjà, avant même la publication de Sentiment du temps (1933), le poète tend à un retour à la tradition italienne, à l'hendécasyllabe. Dans l'œuvre d'Ungaretti sont présentes deux constantes : le mot essentiel et l'analogie (la relation de comparaison entre deux images au moyen de la simple juxtaposition, éliminant le lien comparatif). Le rôle de son bilinguisme est également déterminant dans les années 1920 (Commerce, et autres revues françaises).
Ungaretti cherche l'analogie comme suggestion : dans Sentiment du temps, il retourne à la tradition métrique et rythmique italienne, mais en restant intensément analogique. Le poète cherche le mot clair et direct, qui fait émerger le sentiment, tissant un discours qui se continue de poème en poème. L'adjectif se présente riche de résonances, et l'analogie n'enlève pas de vigueur au discours.
Pour Ungaretti, par exemple, la Seine est la rivière de la conscience du monde, le Serchio (un fleuve de Toscane) celle de la mémoire, et le Nil celle de la formation et de la première intuition de la vie.

## Publications

### Poésie
- II Porto Sepolto, Stabilimento tipografico friulano, Udine, 1917 ;
- Allegria di naufragi, Vallecchi, Florence, 1919 ;
- Il Porto Sepolto Stamperia Apuana, La Spezia, 1923 ;
- L'Allegria, Preda, Milan, 1931 ;
- Sentimento del Tempo, Vallecchi, Florence, 1933 ;
- La guerra, I edizione italiana, Milan, 1947; La Guerre, une poésie (1919), rééd. conforme à l'original par J.-Ch. Vegliante, Nantes, Le Passeur, 1999 ;
- Il Dolore, Milan, 1947 ;
- Demiers Jours. 1919, Milan, 1947 ;
- Gridasti: Soffoco..., Milan, 1950 ;
- La Terra Promessa, Milan, 1950 ;
- Un grido e Paesaggi, Milan, 1952 ;
- Poesie disperse (1915-1927), Milan, 1959 ;
- Il Taccuino del Vecchio, Milan, 1960 ;
- Dialogo, Milano, 1968 ;
- Vita d'un uomo. Tutte le poesie, Milan, 1969.

### Prose
- II povero nella città, Milan, 1949 ;
- Il Deserto e dopo, Milan, 1961.

### Traductions
- Traduzioni, Rome, 1936 ;
- 22 Sonetti di Shakespeare, Rome, 1944 ;
- 40 Sonetti di Shakespeare, Milan, 1946 ;
- Da Góngora e da Mallarmé, Milan, 1948 ;
- Fedra di Jean Racine, Milan, 1950 ;
- Visioni di William Blake, Milan, 1965.

### Correspondance
- Lettere a Soffici, 1917/1930, Naples, 1983 ;
- Lettere a Enrico Pea, Milan, 1984 ;
- Carteggio 1931/1962, Milano, 1984 ;
- Lettere a Giovanni Papini 1915-1948, Milano, 1988 ;
- Giuseppe Ungaretti - Jean Lescure, Carteggio (1951 - 1966), édité par Rosario Gennaro, Collection Biblioteca dell'«Archivum Romanicum» - Serie I: Storia, Letteratura, Paleografia, numéro 367, Leo S. Olschki, 2010  (ISBN 88-222-5958-0)  (ISBN 978-88-222-5958-5) ;
- Correspondance Jean Paulhan - Giuseppe Ungaretti 1921-1968, éd. J. Paulhan, L. Rebay, J.-Ch. Vegliante, Paris, Gallimard, 1989.

### Traductions en français

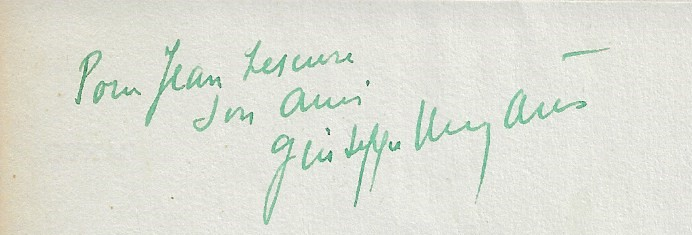
Dédicace de Giuseppe Ungaretti à son traducteur Jean Lescure.

- Les Cinq Livres, traduction de Jean Lescure, avec un portrait par Roger Chastel, Éditions de Minuit, Paris, 1953 ;
- Ungaretti, traduit par lui-même et Jean Lescure, collection bilingue de poésie, Paris, Institut culturel italien, 1970 ;
- Vie d’un homme : Poésie 1914-1970 (trad. Philippe Jaccottet, Pierre Jean Jouve, Jean Lescure, André Pieyre de Mandiargues, Francis Ponge et Armand Robin, préf. Philippe Jaccottet), Gallimard, coll. « Poésie/Gallimard », 1981 ;
- Carnet égyptien, éditions Fata Morgana, 1998 ;
- Sur Leopardi suivi d'un choix de pensées de Leopardi, éditions Fata Morgana, 1998 ;
- Ruines en rêve, et réelles, traduction de Gérard de Palézieux, éditions Fata Morgana, 2004 ;
- Carnets italiens, éditions Fata Morgana, 2004.